# Saint-Denis-sur-Loire
Saint-Denis-sur-Loire ist eine französische Gemeinde mit 904 Einwohnern (Stand: 1. Januar 2022) im Département Loir-et-Cher in der Region Centre-Val de Loire; sie gehört zum Arrondissement Blois und zum Kanton Blois-2.

## Geographie
Saint-Denis-sur-Loire liegt etwa sechs Kilometer nordöstlich von Blois an der Loire. Umgeben wird Saint-Denis-sur-Loire von den Nachbargemeinden Villerbon im Norden, Menars im Nordosten, Saint-Claude-de-Diray im Osten, Vineuil im Süden, La Chaussée-Saint-Victor im Süden und Südwesten sowie Villebarou im Westen. Durch das Gemeindegebiet von Saint-Denis-sur-Loire führt die Autoroute A10 von Paris nach Bordeaux.

## Bevölkerungsentwicklung
| Jahr                       | 1962 | 1968 | 1975 | 1982 | 1990 | 1999 | 2010 | 2021 |
| Einwohner                  | 357  | 403  | 498  | 708  | 907  | 884  | 787  | 882  |
| Quellen: Cassini und INSEE |      |      |      |      |      |      |      |      |

## Sehenswürdigkeiten

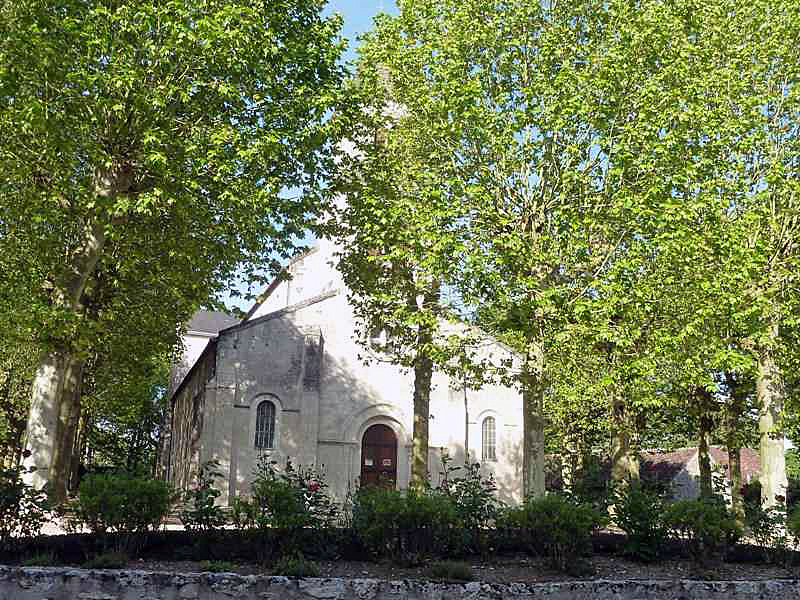
Kirche Saint-Denis
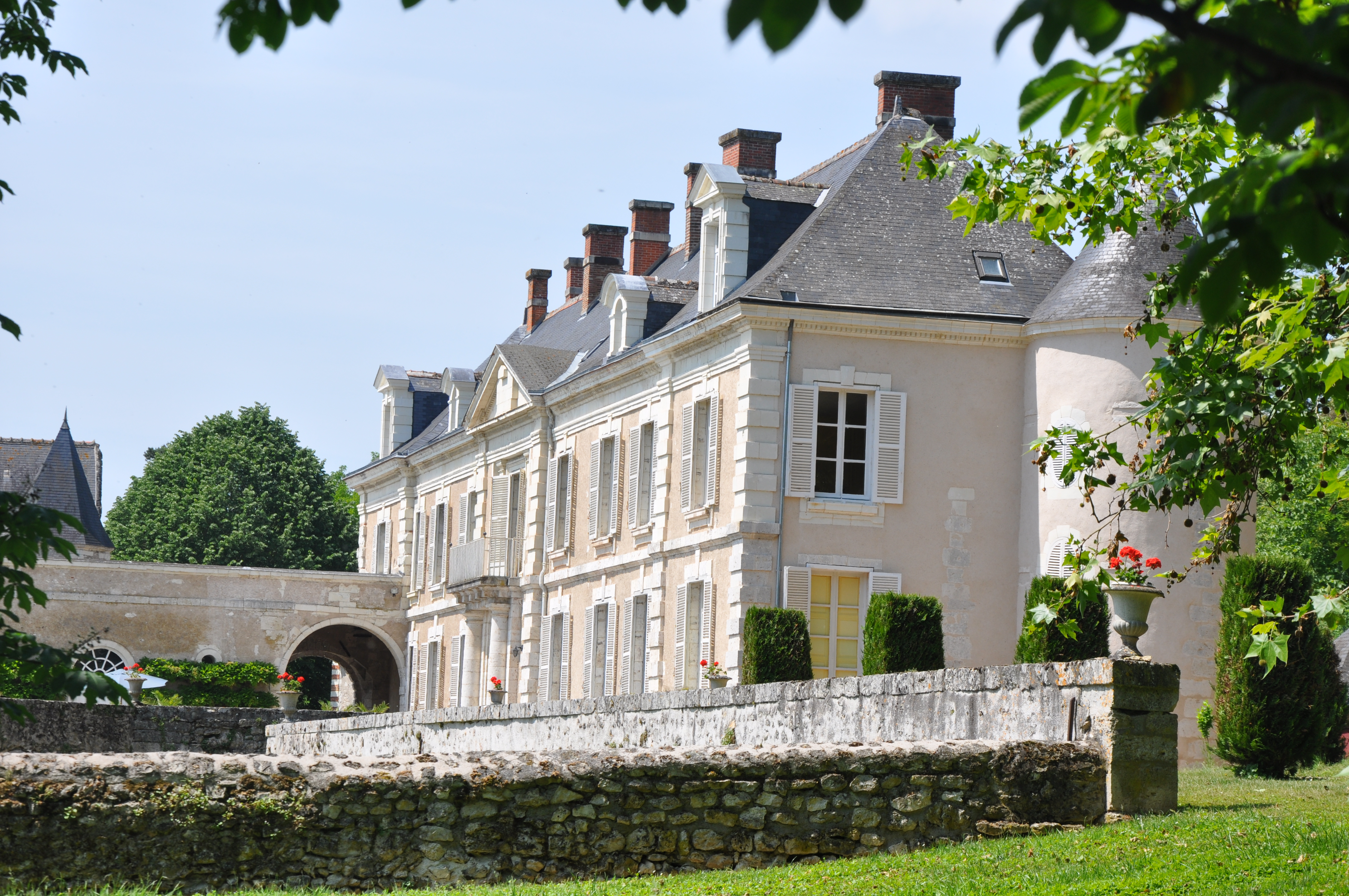
Schloss Saint-Denis-sur-Loire
- Wasserturm

- Kirche Saint-Denis
- Schloss Saint-Denis-sur-Loire